# Schloss Haag (Bayern)

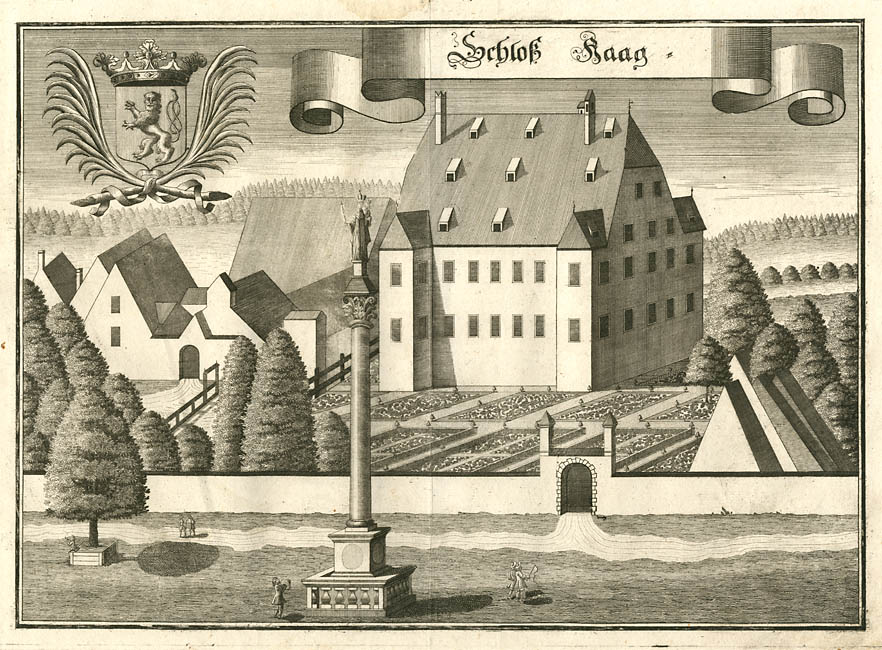
Schloss Haag im 18. Jahrhundert (Stich von Michael Wening) (wohl ungenau)

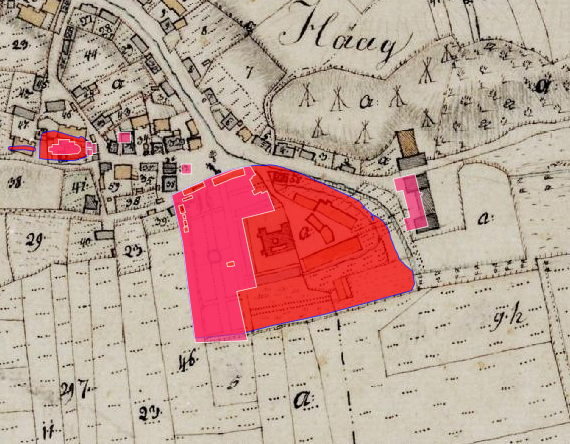
Lageplan von Schloss Haag (Bayern) auf dem Urkataster von Bayern

Schloss Haag ist ein abgegangenes Hofmarkschloss in der Gemeinde Haag an der Amper im oberbayerischen Landkreis Freising. Der letzte Rest des ehemaligen Schlosses, das zum größten Teil bereits 1854 abgebrochen worden war, wurde 1997 abgerissen. Das zum Schlossgut gehörige ehemalige Schlossbrauhaus wurde in den vergangenen Jahren saniert und vor dem Verfall gerettet, es wird für Wohn- und gewerbliche Zwecke genutzt. Am Ort der ehemalige Fasswerkstatt neben dem Brauhaus, von der nur noch drei Mauern übrig waren, wurde ab 2019 das Herrenhaus in verkleinerter Form errichtet und daran die Schlosskapelle wiederaufgebaut. Das Schloss liegt ca. 240 m östlich der Pfarrkirche St. Laurentius von Haag.

## Geschichte

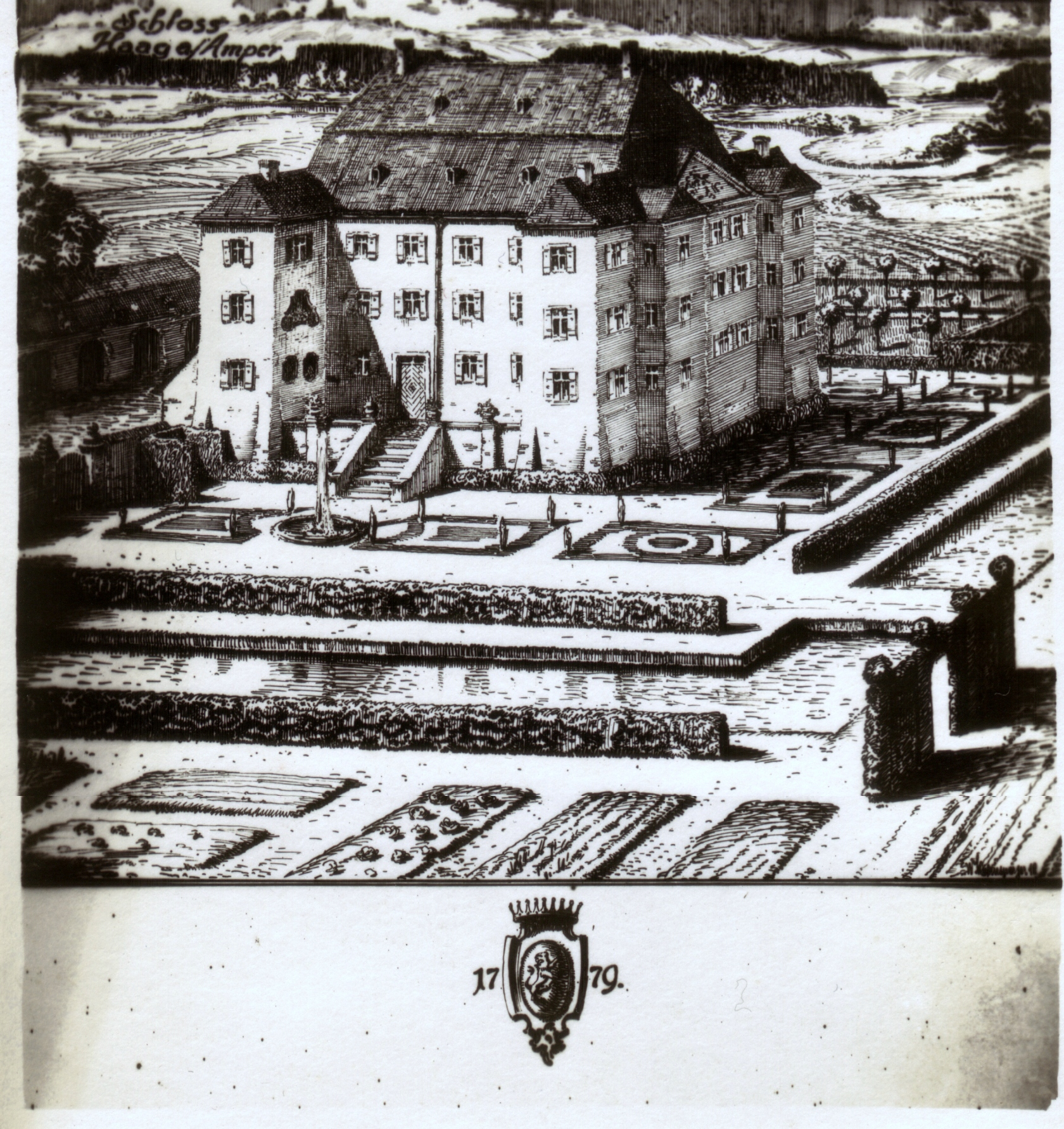
Das Haager Schloss 1779 – wohl genauere Darstellung mit drei Fensterreihen

Die geschlossene Hofmark Haag war seit dem Ende des 15. Jahrhunderts im Besitz der Grafen von Flitzing. Franz Graf von und zu Lodron, geb. 1596 in Trient, der Spross eines alten Geschlechts aus Italien, trat in bayerische Dienste. Er heiratete um 1635 Maria von Flitzing, die Witwe des Freiherrn Schenk von Stauffenberg. Sie besaß neben Haag einige weitere Hofmarken nördlich von Freising, die Edelsitze Triftern, Obertürken und Haus- und Grundbesitz in Landshut, die so in den Besitz der Lodrons kamen. Die Hofmark Haag blieb danach im Besitz der bayrischen Nebenlinie der Lodrons.
Graf Franz von und zu Lodron baute das von den Schweden 1632 zerstörte Schloss wieder auf. Es blieb danach fast 200 Jahre im Besitz dieser Familie, bis Graf Karl von Lodron aus finanziellen Gründen 1830 den Besitz zu Haag an den Grafen La Rosée aus Isareck verkaufte. Die Hofmark war zwar 1819 in ein Patrimonialgericht umgewandelt worden, aber durch die Bauernbefreiung waren die Hofmarksherrn finanziell und in ihrer Rechtsstellung geschwächt worden.

### Zertrümmerung und Abriss

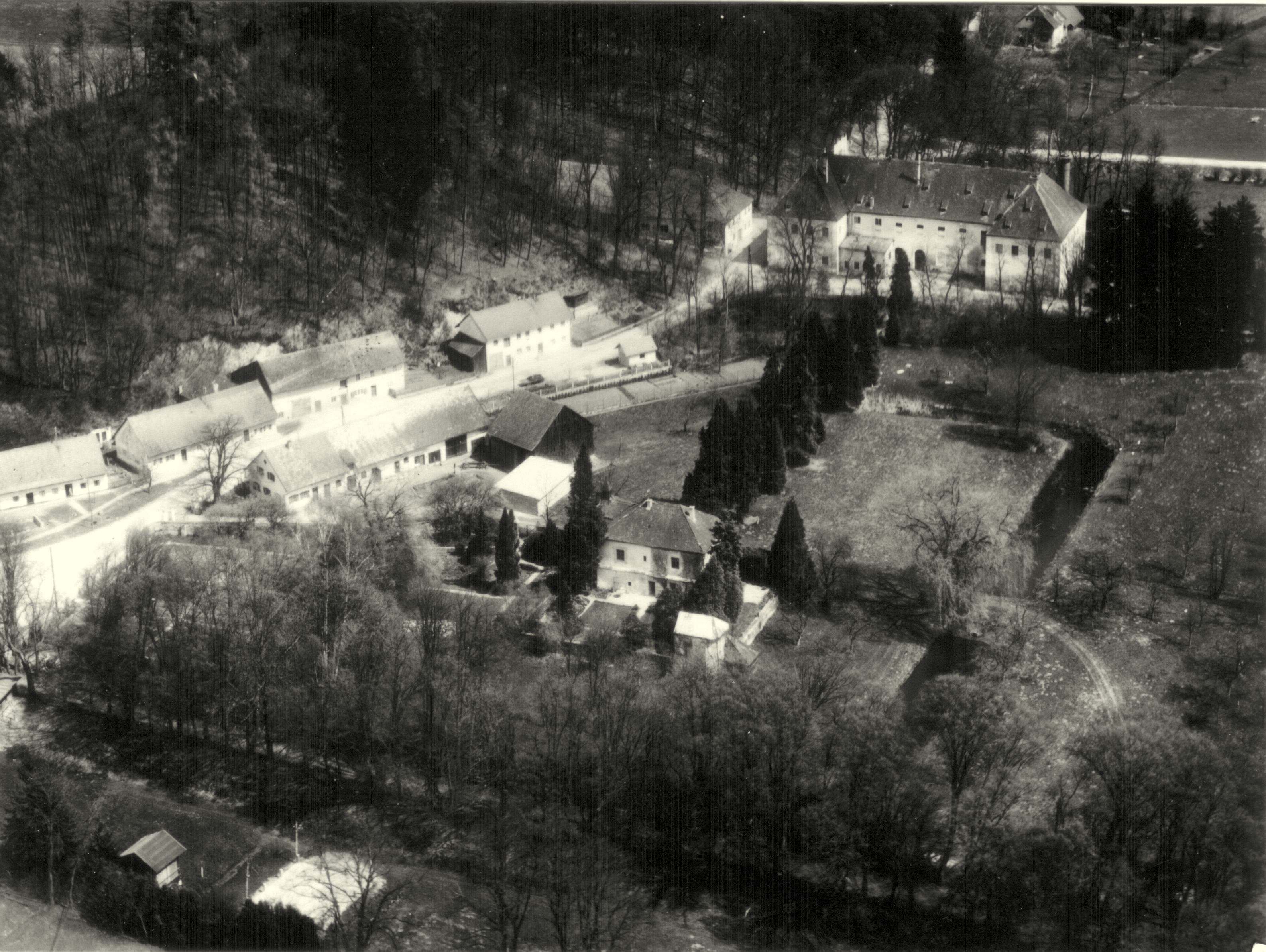
Blick auf den Schlosspark mit Restschloss – nur eine Art Gartenhaus mit Schlosskapelle, im oberen Teil das Schlossbrauhaus

Mit diesem Verkauf an die Grafen La Rosée begann die Zertrümmerung des Grundbesitzes und schließlich auch der Abriss des Schlosses selbst. Die zeitweisen Besitzer des Schlosses und Schlossguts, die Grafen von Montgelas, setzten diesen Prozess fort und verkauften schließlich den Restbesitz an den Freiherrn Carl von Beck zu Peccoz. Da dieser lieber in seinem Besitz in Au in der Hallertau leben wollte, ließ er 1854 den Schlossbau in Haag zum größten Teil abtragen. Es blieb nur ein kleiner Teil des Gebäudes übrig, nämlich die Schlosskapelle und der Wohnteil, das Herrenhaus, das dem Benefiziaten zur Wohnung diente, der diese Kapelle betreute.

### Restbesitz und Brauerei – Familie Hörhammer
Der Arzt Paul Hörhammer kaufte zusammen mit seinem Bruder 1874 den Schlossbesitz mit dem Garten und der Brauerei. Somit wurde der Besitz weiter gepflegt. Nach 1900 kamen anlässlich der kirchlichen Bruderschaftsfeste in Haag viele Menschen zusammen und tranken das sogenannte Jägerbier der Schlossbrauerei. Auch Jagdgesellschaften trafen sich gerne dort in der Allee, es wurden feste Tische und Bänke aufgestellt. So entwickelte sich schon vor dem Zweiten Weltkrieg die Tradition des „Wirtshauses im Grünen“, der sogenannten Schlossallee. Diese Tradition ist bis heute erhalten geblieben, obwohl das Schloss mit Kapelle nicht mehr existierte und die Bierproduktion von einer Freisinger Brauerei übernommen worden ist. Die Schlossallee gilt als einer der schönsten Biergärten Bayerns.
Im Jahr 1997 war der Rest des Haager Schlosses – obwohl es unter Denkmalschutz stand – so baufällig geworden, dass der Beschluss zum Abriss gefasst wurde. Die Einrichtung der Kapelle wurde zum größten Teil aufbewahrt und gerettet.  

### Renovierung und Wiederaufbau

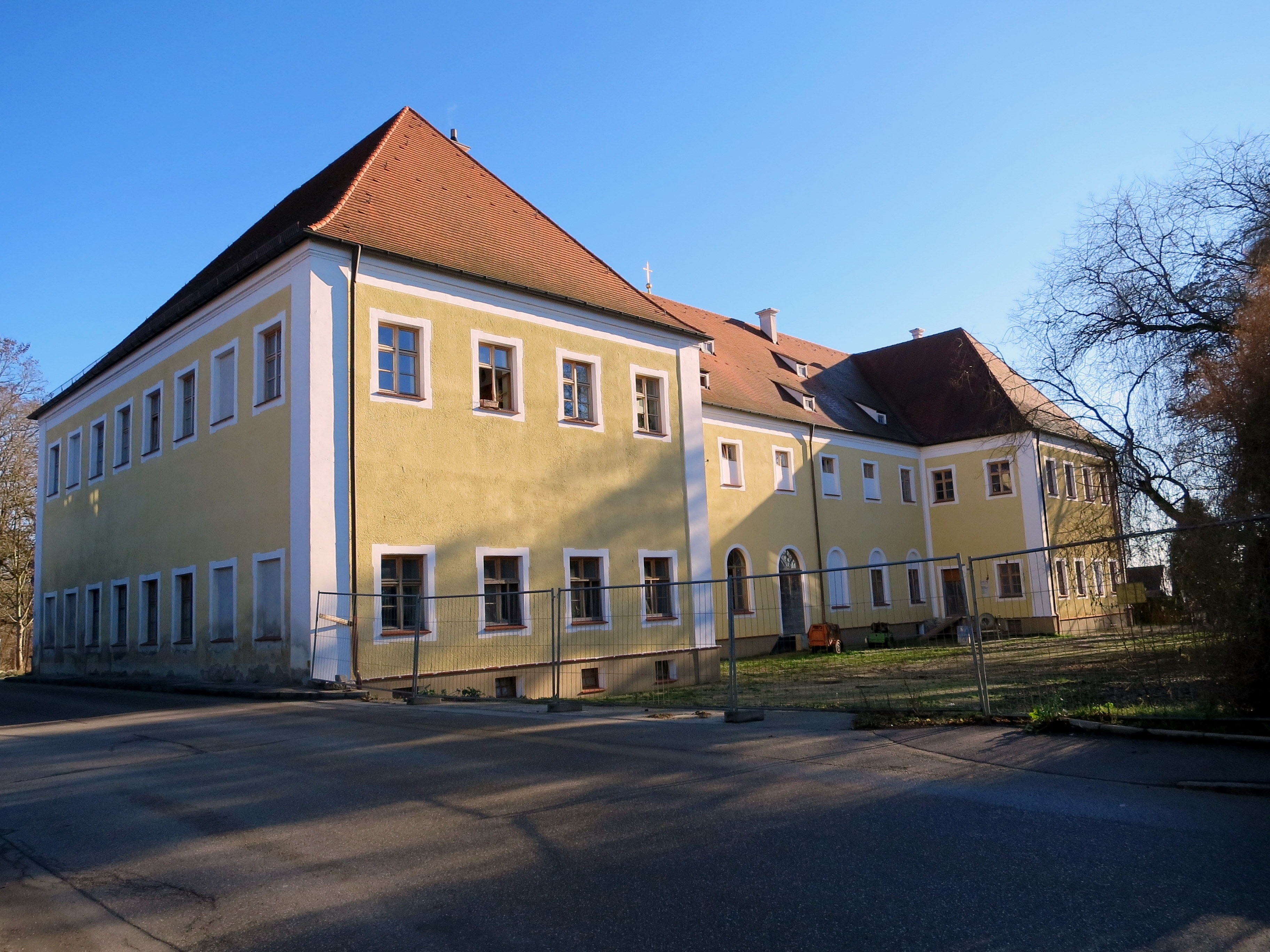
Schlossbräuhaus in Haag an der Amper(2015)

Das Schlossbrauhaus ist ein hoher Walmdachbau mit kurzen Seitenflügeln, der 1795 von Simon Clement Floßmann erbaut wurde. Nachdem dem schon ein Teil des Daches eingestürzt war, wurde es von einem Privatmann gekauft und saniert. Es ist weiterhin ein geschütztes Baudenkmal und dient heutzutage vor allem Wohnzwecken.
Am Ort der ehemalige Fasswerkstatt neben dem Brauhaus, von der nur noch drei Mauern übrig waren, wurde ab 2019 ein Herrenhaus in verkleinerter Form errichtet und daran die abgerissene Schlosskapelle wiederaufgebaut.
Das Schloss wird als Bodendenkmal unter der Aktennummer D-1-7537-0324 im Bayernatlas als „abgegangenes Hofmarkschloss des Mittelalters und der frühen Neuzeit ("Schloss Haag a.d. Amper")“ geführt. Das Schlossbräuhaus ist unter der Aktennummer D-1-78-129-7 als denkmalgeschütztes Baudenkmal von Haag an der Amper verzeichnet. Ebenso ist der ehemalige Schlosspark mit Schlossallee unter der Aktennummer D-1-78-129-1 als denkmalgeschütztes Baudenkmal verzeichnet.